# Vierge de Nagasaki
La Vierge de Nagasaki désigne le buste d'une ancienne statue en bois représentant la Vierge Marie. En octobre 1945, celui-ci, miraculeusement préservé (décemment),  est redécouvert parmi les débris de la cathédrale d'Urakami, détruite lors du bombardement atomique de la ville de Nagasaki, le 9 août précédent. 
La relique est successivement conservée au monastère trappiste d'Hokkaidō, à l'université pour jeunes filles Junshin et au musée de la bombe atomique de Nagasaki. Elle retrouve la nouvelle cathédrale d'Urakami en 1990, à l'initiative de l'homme d'affaires Yasuhiko Sata. 
Dès lors, la statue devient un symbole de la lutte en faveur de la paix et reçoit notamment, en 2010, la bénédiction du pape Benoît XVI, puis en 2019 celle du pape François[réf. nécessaire].

## Histoire

### Contexte et origine

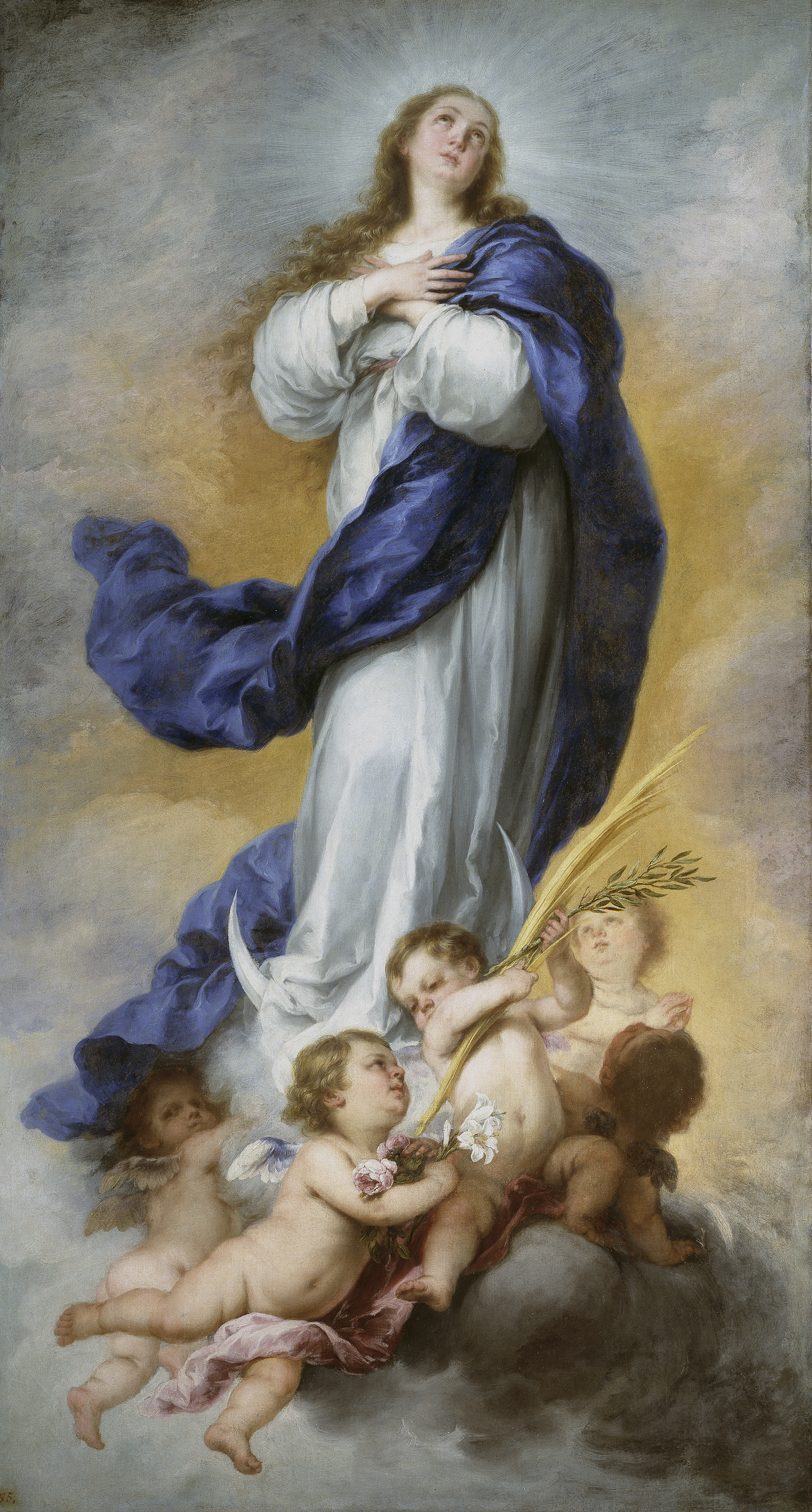
L'Immaculée Conception de Bartolomé Esteban Murillo.

La cathédrale d'Urakami est construite entre 1914 et 1926. En 1929, un autel de bois est installé dans l’église. L’élément principal de l’autel est une Madone en bois inspirée de L'Immaculée Conception de Murillo, arrivée au Japon en 1930, par bateau, en provenance d'Italie.
Le 9 août 1945, la bombe atomique américaine Fat Man dévaste la ville de Nagasaki et cause la mort de plus de 70 000 personnes dont 8 500 chrétiens. La cathédrale Sainte-Marie d'Urakami, l'une des plus importantes d'Asie, est pulvérisée, son autel réduit en cendres et sa cloche fondue. 
Selon Le Devoir, « alors que de nombreux survivants tentent de voir cette tragédie comme une épreuve envoyée par Dieu, leurs souffrances restent profondément ancrées dans les mémoires ».

### Redécouverte de la statue
En octobre 1945, le père Kaemon Noguchi, soldat japonais démobilisé et devenu prêtre, entre dans les ruines de la cathédrale pour y prier. Il cherche un souvenir de l’église de sa jeunesse afin de l’emporter au monastère trappiste d'Hokkaido. Après plus d’une heure de fouille parmi les débris, il s’accroupit, prie à nouveau et remarque le buste de la Madone, qui est alors retrouvé les yeux brûlés, remplacés par deux orbites noires, la joue droite noircie et une fissure ressemblant à une larme le long du visage. Les catholiques japonais voient dans la survie de cette statue un miracle. Le prêtre l'emporte dans son monastère et la conserve pendant 30 ans. 
En août 1975, l'ancien soldat confie la relique au Professeur Yakichi Kataoka, qui la conserve à l’Université pour jeunes filles Junshin, jusqu'en 1990, date à laquelle il rend le buste à l’Église, qui le prêtre au musée de la bombe atomique. En août 1998, Yasuhiko Sata, riche industriel japonais, convainc l’église que la statue n'est pas un simple souvenir de l’holocauste nucléaire, mais un objet sacré qui doit être replacé sur l’autel la nouvelle cathédrale. La Madone est ainsi installée dans la cathédrale en mai 2000.
En avril 2001, Yasuhiko Sata récolte plus de 5 400 signatures appuyant son initiative de faire inscrire la Madone sur la Liste du patrimoine mondial de l’UNESCO. Le mois suivant, la Fondation Sata est créée afin de diffuser l’histoire de la Madone et de militer pour la reconnaissance internationale de la statue et son enregistrement sur la Liste du patrimoine mondial.

### Un symbole de paix
En 2003, Yasuhiko Sata crée la course pour la paix, une épreuve cyclosportive internationale, à Chailly-sur-Armançon (Côte-d'Or, France), en hommage à la Vierge de Nagasaki.
Symbole de paix, la relique fait plusieurs voyages à travers le monde.
En 2010, elle est notamment emmenée en pèlerinage de la paix en Espagne et aux États-Unis. 
Le 21 avril, les pèlerins passent par Rome et rencontrent le pape Benoît XVI qui bénit la tête de la statue, portée par l'archevêque de Nagasaki, Mgr Joseph Mitsuaki Takami.
En mai, elle est apportée à New York, où se tient une conférence de l'ONU sur le désarmement nucléaire, et est exposée pour une messe en la cathédrale Saint-Patrick.
Le pèlerinage passe ensuite par différents lieux emblématiques d'Espagne dont la Sagrada Familia de Barcelone, puis se termine à Guernica, où une cérémonie à la mémoire des victimes des raids aériens nazis pendant la guerre d'Espagne est célébrée.
Mgr Joseph Mitsuaki Takami déclare alors : « Nous avons voyagé partout avec la statue, avec l'espoir que la Vierge Marie puisse agir pour la paix. Il existe de multiples façons d'appeler à la paix — par les photos, les films ou les récits sur l'horreur de la guerre —, mais la Vierge atomisée semble avoir un pouvoir différent. [...] Le Japon a tué des millions de personnes en Asie, mais cela ne signifie pas que le largage de bombes atomiques était justifié. La simple possession d'armes nucléaires est un péché ».
En novembre 2019, lors de son voyage au Japon, le pape François se rend à Nagasaki, où il célèbre la messe et prie longuement devant la Vierge de Nagasaki. À cette occasion, il s'oppose aux politiques de dissuasion nucléaire et juge la possession d’armes nucléaires « immorale ».